# Podilymbus
Podilymbus är ett fågelsläkte i familjen doppingar inom ordningen doppingfåglar. Släktet omfattar endast två arter, varav en utdöd, som förekommer i Nord- och Sydamerika från Alaska till södra Argentina:
- Tjocknäbbad dopping (P. podiceps)
- Atitlándopping (P. gigas) – utdöd

Det finns också flera taxon beskrivna från fossila lämningar
- Podilymbus majusculus – sen pliocen i Wisconsin, USA
- Podilymbus wetmorei – sen pleistocen i Florida, USA
- Podilymbus podiceps magnus – underart till tjocknäbbad dopping